# 集集堡
集集堡，是台灣中部自清治時期至日治初期的一個行政區劃，其範圍在今南投縣的集集鎮東部及水里鄉中北部。
集集堡北邊為南投堡、埔社堡，東邊為五城堡，東南端為蕃地，南邊為沙連堡，西邊為沙連下堡。

## 管轄街庄
集集堡共轄4個街庄：
- 今集集鎮境內：集集街、林尾庄、柴橋頭庄
- 今水里鄉境內：社仔庄